# Vicolo cieco (romanzo Patricia Highsmith)
Vicolo cieco (The Blunderer) è un romanzo giallo della scrittrice statunitense Patricia Highsmith, pubblicato nel 1954.

## Trama
Walter è un giovane avvocato sposato a Clara. Egli ama la moglie, ma la loro unione è in crisi a causa delle maniere di Clara che ha emarginato alcuni amici. Le liti tra i coniugi hanno un risultato terribile quando, dopo la richiesta di divorziare da parte di Walter, Clara minaccia di uccidersi e si intossica con i farmaci, finendo in coma. Clara è convinta che Walter sia innamorato di una ragazza, Ellie, violinista; perciò quando si ristabilisce, continua ad avvelenare le vite sua e del marito e rifiuta di sottoporsi a un aiuto psichiatrico, di cui avrebbe estremo bisogno.
Un giorno Walter trova una notizia: una donna, Helen Kimmel, è stata brutalmente assassinata durante una sosta del pullman su cui viaggiava. Nessuno aveva cercato l'assassino, ma Walter comincia a sospettare del marito di Helen, un libraio, arrivando al punto di fargli una visita in negozio. Per ragioni che non sa spiegarsi, Walter comincia ad idealizzare il libraio, a suo giudizio colpevole, ma dotato del miglior sangue freddo. Quando arriva da parte della madre di Clara la notizia che la donna sta per morire e che la figlia è attesa al più presto, Clara decide di raggiungere Philadelphia in autobus e Walter l'accompagna alla stazione. La donna è in lacrime, ma vuole restare sola. Walter segue il pullmann in auto, pensando di raggiungerla a una fermata e ucciderla: il piano fallisce perché alla sosta non trova la moglie. In compenso egli è notato da più persone, quando il cadavere di Clara è trovato in fondo a un dirupo.
Cominciano le visite dell'ispettore Lawrence Corby, il quale inizia ad indagare anche sul caso Kimmel che, per giurisdizione, non gli competerebbe. Mentre Helen Kimmel è morta accoltellata e strangolata, Clara quasi certamente si è tolta la vita, visti anche i precedenti. Corby riesce a dimostrare un collegamento tra Walter e Kimmel e, con metodi pressoché illegali, spinge i due uomini a una lotta mortale, aizzando l'odio che è palese nell'uno (Kimmel) e latente nell'altro. A furia di interrogatori non ufficiali, visite agli amici e conoscenti dei due, Corby ottiene un'accusa da parte di Kimmel che racconta ai giornali come Walter sia andato da lui tra le due morti e sia colpevole di assassinio. Ma l'unico colpevole è lo stesso Kimmel, progressivamente abbandonato dagli amici e coperto di testimonianze sullo squallore del matrimonio con Helen. Dopo questo, i pochi amici di Walter gli chiedono di difendersi e di svelare la verità: egli risponde a tutti che è innocente.
Walter aveva progettato di aprire uno studio con un amico, ma ormai deve rassegnarsi a lasciare il lavoro e mettersi in proprio. Tutti lo hanno lasciato, dalla domestica Claudia alla giovane Ellie, con la quale non è riuscito a capire se davvero la vuole legare a sé. Rimasto completamente solo, egli cerca Kimmel e trova il negozio chiuso e danneggiato da vicini ostili. Intanto l'ambizioso e spietato Corby ha convinto Kimmel che lui solo stia pagando il fio della colpa, mentre Walter ha persino un nuovo studio: fa credere al libraio che al suo nemico arrida la fortuna. I due si cercano all'interno di Central Park e Walter ha tanta paura che aggredisce mortalmente uno sconosciuto, credendolo Kimmel. Quando si rende conto che Kimmel è vivo e lo ha raggiunto, a Walter non resta che lasciarsi andare alla morte: il suo ultimo pensiero è per Clara. Poi Kimmel è catturato da un poliziotto.

## Opere derivate
Nel 1963 è stato presentato il film L'omicida (Le meurtrier), diretto da Claude Autant-Lara.
Nel 2016 è realizzato Vicolo cieco (A Kind of Murder), diretto da Andy Goddard.

## Edizioni in italiano
- Patricia Highsmith, Vicolo cieco, traduzione di Marisa Caramella, Milano, Sonzogno, 1985
- Patricia Highsmith, Vicolo cieco, Milano, Bompiani, 1988
- Patricia Highsmith, Vicolo cieco, Milano, Fabbri, 1994
- Patricia Highsmith, Vicolo cieco, traduzione di Marisa Caramella, Milano, Bompiani: Corriere della sera, 2012
- Patricia Highsmith, Vicolo cieco, traduzione di Marisa Caramella, Milano, La nave di Teseo, 2019